# Festival di Cannes 2011
La 64ª edizione del Festival di Cannes si è svolta a Cannes dall'11 al 22 maggio 2011.  Il direttore generale è stato, per l'undicesimo anno consecutivo, Thierry Frémaux.
Il festival è stato aperto dalla proiezione di Midnight in Paris di Woody Allen ed è stato chiuso da quella di Les Bien-Aimés di Christophe Honoré.
Nel corso della cerimonia di apertura è stata attribuita, per la prima volta, una Palma d'oro onoraria al regista italiano Bernardo Bertolucci.
La giuria presieduta dall'attore statunitense Robert De Niro ha assegnato la Palma d'oro per il miglior film a The Tree of Life di Terrence Malick.
La madrina della manifestazione è stata l'attrice francese Mélanie Laurent.

## Selezione ufficiale

### Concorso
- La pelle che abito (La piel que habito), regia di Pedro Almodóvar (Spagna)
- L'Apollonide - Souvenirs de la maison close, regia di Bertrand Bonello (Francia)
- Pater, regia di Alain Cavalier (Francia)
- Hearat Shulayim, regia di Joseph Cedar (Israele)
- C'era una volta in Anatolia (Bir zamanlar Anadolu'da), regia di Nuri Bilge Ceylan (Turchia)
- Il ragazzo con la bicicletta (Le Gamin au vélo), regia di Jean-Pierre e Luc Dardenne (Francia/Belgio/Italia)
- The Artist, regia di Michel Hazanavicius (Francia)
- Miracolo a Le Havre (Le Havre), regia di Aki Kaurismäki (Finlandia/Francia)
- Hanezu no tsuki, regia di Naomi Kawase (Giappone)
- Sleeping Beauty, regia di Julia Leigh (Australia)
- Polisse, regia di Maïwenn (Francia)
- The Tree of Life, regia di Terrence Malick (Stati Uniti)
- La sorgente dell'amore (La Source des femmes), regia di Radu Mihăileanu (Francia)
- Ichimei, regia di Takashi Miike (Giappone)
- Habemus Papam, regia di Nanni Moretti (Italia)
- ...e ora parliamo di Kevin (We Need To Talk About Kevin), regia di Lynne Ramsay (Regno Unito)
- Michael, regia di Markus Schleinzer (Austria)
- This Must Be the Place, regia di Paolo Sorrentino (Francia/Italia/Irlanda)
- Melancholia, regia di Lars von Trier (Francia/Danimarca/Svezia/Germania)
- Drive, regia di Nicolas Winding Refn (Stati Uniti)

### Fuori Concorso
- Midnight in Paris, regia di Woody Allen (Stati Uniti) - film d'apertura
- La Conquête, regia di Xavier Durringer (Francia)
- Mr. Beaver (The Beaver), regia di Jodie Foster (Stati Uniti)
- Pirati dei Caraibi - Oltre i confini del mare (Pirates of the Caribbean: On Stranger Tides), regia di Rob Marshall (Stati Uniti)
- Les Bien-Aimés, regia di Christophe Honoré (Francia) - film di chiusura

### Proiezioni di Mezzanotte
- Dias de Gracia, regia di Everardo Gout (Messico)
- Wu xia, regia di Peter Ho-Sun Chan (Cina/Hong Kong)

### Proiezioni speciali
- Labrador, regia di Frederikke Aspöck (Danimarca)
- In Film Nist, regia di Jafar Panahi e Mojtaba Mirtahmas (Iran)
- Le Maître des forges de l'enfer, regia di Rithy Panh (Francia)
- Michel Petrucciani, regia di Michael Radford (Francia/Italia/Germania)
- Tous au Larzac, regia di Christian Rouaud (Francia)

### Un Certain Regard
- The Hunter, regia di Bakur Bakuradze (Francia/Russia/Georgia)
- Halt auf freier Strecke, regia di Andreas Dresen (Germania)
- Hors Satan, regia di Bruno Dumont (Francia)
- La fuga di Martha (Martha Marcy May Marlene), regia di Sean Durkin (Stati Uniti)
- Trabalhar Cansa, regia di Marco Dutra e Juliana Rojas (Brasile)
- Le nevi del Kilimangiaro (Les Neiges du Kilimandjaro), regia di Robert Guédiguian (Francia)
- Skoonheid, regia di Oliver Hermanus (Sudafrica)
- The Day He Arrives, regia di Hong Sangsoo (Corea del Sud)
- Yellow Sea, regia di Hong-jin Na (Corea del Sud)
- Bonsai, regia di Cristian Jimenez (Francia/Portogallo/Argentina/Cile)
- Tatsumi, regia di Eric Khoo (Giappone/Singapore)
- Arirang, regia di Kim Ki-duk (Corea del Sud)
- E ora dove andiamo? (Et maintenant, on va où?), regia di Nadine Labaki (Francia)
- Loverboy, regia di Catalin Mitulescu (Romania)
- Miss Bala, regia di Gerardo Naranjo (Messico)
- Il ministro - L'esercizio dello Stato (L'Exercice de l'Etat), regia di Pierre Schoeller (Francia)
- Be omid-e didār, regia di Mohammad Rasoulof (Iran)
- Toomelah, regia di Ivan Sen
- Oslo, August 31st, regia di Joachim Trier (Norvegia)
- L'amore che resta (Restless), regia di Gus Van Sant (Stati Uniti)
- Elena, regia di Andrey Zvyagintsev (Russia)

## Settimana internazionale della critica

### Lungometraggi
- Hanotenet, regia di Hagar Ben Asher (Israele/Germania)
- Avé, regia di Konstantin Bojanov (Bulgaria/Francia)
- 17 ragazze (17 filles), regia di Delphine e Muriel Coulin (Francia)
- Las Acacias, regia di Pablo Giorgelli (Argentina/Spagna)
- Snowtown, regia di Justin Kurzel (Australia)
- Take Shelter, regia di Jeff Nichols (Stati Uniti)
- Sauna on Moon, regia di Zou Peng (Cina)

### Proiezioni speciali
- Walk Away Renee, regia di Jonathan Caouette (Stati Uniti/Francia/Belgio)
- La guerra è dichiarata (La guerre est déclarée), regia di Valérie Donzelli (Francia)
- My Little Princess, regia di Eva Ionesco (Francia)
- Pourquoi tu pleures?, regia di Katia Lewkowicz (Francia)

## Quinzaine des Réalisateurs
- O Abismo prateado, regia di Karim Aïnouz (Brasile)
- Code Blue, regia di Urszula Antoniak (Paesi Bassi/Danimarca)
- The Other Side Of Sleep, regia di Rebecca Daly (Paesi Bassi/Ungheria/Irlanda)
- La Fin du silence, regia di Roland Edzard (Francia)
- Après le sud, regia di Jean-Jacques Jauffret (Francia)
- Chatrak, regia di Vimukthi Jayasundara (Francia/India)
- Return, regia di Liza Johnson (Stati Uniti)
- The Island, regia di Kamen Kalev (Bulgaria/Svezia)
- Sur la planche, regia di Leïla Kilani (Marocco/Francia/Germania)
- Porfirio, regia di Alejandro Landes (Colombia/Spagna/Uruguay/Argentina/Francia)
- Un'estate da giganti (Les Géants), regia di Bouli Lanners (Belgio/Francia/Lussemburgo)
- Atmen, regia di Karl Markovics (Austria)
- Play, regia di Ruben Östlund (Svezia/Francia/Danimarca)
- Jeanne captive, regia di Philippe Ramos (Francia)
- Corpo celeste, regia di Alice Rohrwacher (Italia/Svizzera/Francia)
- La Fée, regia di Bruno Romy, Fiona Gordon e Dominique Abel (Francia/Belgio)
- Eldfjall, regia di Rúnar Rúnarsson (Danimarca/Islanda)
- En Ville, regia di Bertrand Schefer e Valérie Mréjen (Francia)
- Busong, regia di Auraeus Solito (Filippine)
- Impardonnables, regia di André Téchiné (Francia)
- Blue Bird, regia di Gust Van den Berghe (Belgio)

### Proiezioni speciali
- El Velador, regia di Natalia Almada (Stati Uniti/Messico/Francia)
- Des Jeunes Gens Mödernes, regia di Jérôme de Missolz (Francia/Belgio)
- La Nuit elles dansent, regia di Isabelle Lavigne e Stéphane Thibault (Canada)
- Koi no Tsumi, regia di Sion Sono (Giappone)

### Cortometraggi
- La Conduite de la Raison, regia di Aliocha (Francia)
- Killing the Chickens to Scare the Monkeys, regia di Jens Assur (Svezia/Thailandia)
- Bielutin - Dans le jardin du temps, regia di Clément Cogitore (Francia)
- Nuvem, regia di Basil da Cunha (Portogallo/Svizzera)
- Demain, ça sera bien, regia di Pauline Gay (Francia)
- Armand 15 ans l'été, regia di Blaise Harrison (Francia)
- Le Songe de Poliphile, regia di Camille Henrot (Francia)
- Fourplay : Tampa, regia di Kyle Henry (Stati Uniti)
- Cigarette at Night, regia di Duane Hopkins (Regno Unito)
- Boro In The Box, regia di Bertrand Mandico (Francia)
- Las Palmas, regia di Johannes Nyholm (Svezia)
- Mila Caos, regia di Simon Paetau (Germania/Cuba)
- Vice Versa One, regia di Shahrbanoo Sadat (Afghanistan)
- Csicska, regia di Attila Till (Ungheria)

## Giurie

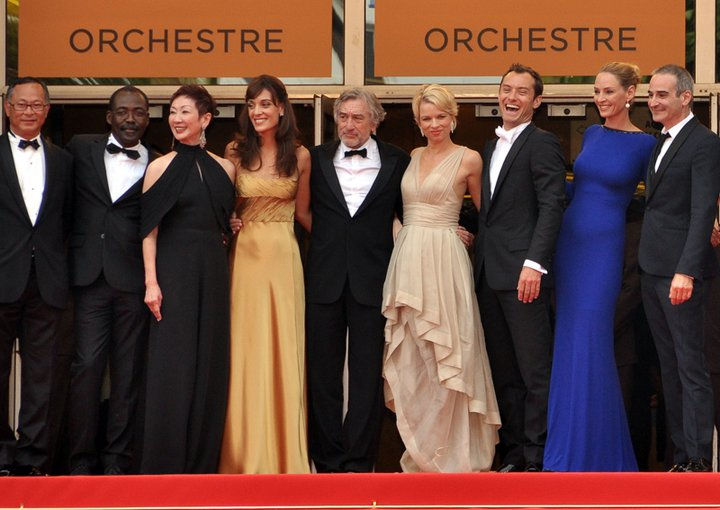
La giuria del Concorso.

### Concorso
- Robert De Niro, attore (USA) - presidente
- Martina Gusmán, attrice e produttrice (Argentina)
- Nansun Shi, produttore (Cina)
- Uma Thurman, attrice (USA)
- Linn Ullmann, critico cinematografico e scrittrice (Norvegia)
- Olivier Assayas, regista (Francia)
- Jude Law, attore (Regno Unito)
- Mahamat-Saleh Haroun, regista (Ciad)
- Johnnie To, regista e produttore (Cina/Hong-Kong)

### Un Certain Regard
- Emir Kusturica, regista (Serbia) - presidente
- Élodie Bouchez, attrice (Francia)
- Peter Bradshaw, critico (Regno Unito)
- Geoffrey Gilmore, Creative Director di Tribeca Enterprises (USA)
- Daniela Michel, direttrice del Festival di Morelia (Messico)

### Camera d'or
- Bong Joon-ho, regista (Corea del Sud) - presidente
- Robert Alazraki, direttore della fotografia (Francia)
- Daniel Colland, manager di Cinedia Laboratory (Francia)
- Danièle Heyman, critico (Francia)
- Jacques Maillot, regista (Francia)
- Alex Masson, critico (Francia)
- Eva Vezer, direttore di Magyar Filmunio (Ungheria)

### Cinéfondation e cortometraggi
- Michel Gondry, regista (Francia) - presidente
- Julie Gayet, attrice (Francia)
- Jessica Hausner, regista (Austria)
- Corneliu Porumboiu, regista (Romania)
- João Pedro Rodrigues, regista (Portogallo)

## Palmarès

### Concorso
- Palma d'oro: The Tree of Life, regia di Terrence Malick (Stati Uniti)
- Grand Prix Speciale della Giuria: C'era una volta in Anatolia (Bir zamanlar Anadolu'da), regia di Nuri Bilge Ceylan (Turchia) ex aequo Il ragazzo con la bicicletta (Le Gamin au vélo), regia di Jean-Pierre e Luc Dardenne (Francia/Belgio/Italia)
- Prix de la mise en scène: Nicolas Winding Refn - Drive (Stati Uniti)
- Prix du scénario: Joseph Cedar - Hearat Shulayim (Israele)
- Prix d'interprétation féminine: Kirsten Dunst - Melancholia, regia di Lars von Trier (Francia/Danimarca/Svezia/Germania)
- Prix d'interprétation masculine: Jean Dujardin - The Artist, regia di Michel Hazanavicius (Francia)
- Premio della giuria: Polisse, regia di Maïwenn (Francia)

### Un Certain Regard
- Premio Un Certain Regard: Arirang, regia di Kim Ki-duk (Corea del Sud) ex aequo Halt auf freier Strecke, regia di Andreas Dresen (Germania)
- Premio della giuria: Elena, regia di Andrej Zvjagincev (Russia)
- Premio per il miglior regista: Mohammad Rasoulof - Be omid-e didār (Iran)

### Settimana internazionale della critica
- Gran Premio Settimana internazionale della critica: Take Shelter, regia di Jeff Nichols (Stati Uniti)
- Menzione speciale del presidente della giuria: Snowtown, regia di Justin Kurzel (Australia)
- Premio SACD: Take Shelter, regia di Jeff Nichols (Stati Uniti)
- Premio ACID/CCAS: Las Acacias, regia di Pablo Giorgelli (Argentina/Spagna)
- Premio OFAJ della Giovane Critica: Las Acacias, regia di Pablo Giorgelli (Argentina/Spagna)

### Quinzaine des Réalisateurs
- Premio Art Cinéma: Un'estate da giganti (Les géants), regia di Bouli Lanners (Belgio/Francia/Lussemburgo)
- Premio Europa Cinema Label: Atmen, regia di Karl Markovics (Austria)
- Premio SACD: Un'estate da giganti (Les géants), regia di Bouli Lanners (Belgio/Francia/Lussemburgo)

### Altri premi
- Palma d'oro onoraria: Bernardo Bertolucci
- Caméra d'or: Las Acacias, regia di Pablo Giorgelli (Argentina/Spagna)
- Premio Fipresci:
  - Concorso: Miracolo a Le Havre (Le Havre), regia di Aki Kaurismäki (Finlandia/Francia)
  - Un Certain Regard: Il ministro - L'esercizio dello Stato (L'Exercice de l'Etat), regia di Pierre Schoeller (Francia)
  - Sezioni collaterali: Take Shelter, regia di Jeff Nichols (Stati Uniti)
- Premio della Giuria Ecumenica: This Must Be the Place, regia di Paolo Sorrentino (Francia/Italia/Irlanda)
  - Menzione speciale della Giuria Ecumenica: Miracolo a Le Havre (Le Havre), regia di Aki Kaurismäki (Finlandia/Francia)
  - Menzione speciale della Giuria Ecumenica: E ora dove andiamo? (Et maintenant, on va où?), regia di Nadine Labaki (Francia)
- Queer Palm: Skoonheid, regia di Oliver Hermanus (Sudafrica)